# Berndibula bisculpturata
Berndibula bisculpturata är en kvalsterart som beskrevs av Sandór Mahunka 2000. Berndibula bisculpturata ingår i släktet Berndibula och familjen Liebstadiidae. Inga underarter finns listade.